# Schistobrachia jordaanae
Schistobrachia jordaanae is een eenoogkreeftjessoort uit de familie van de Lernaeopodidae. De wetenschappelijke naam van de soort is voor het eerst geldig gepubliceerd in 2004 door Dippenaar, Olivier & Benz.